# Angviller-lès-Bisping
Angviller-lès-Bisping est une ancienne commune française du département de la Moselle en région Grand Est. Elle est fusionnée avec Desseling et Bisping dans Belles-Forêts le 9 septembre 1973 et a depuis cette date le statut de commune associée.

## Géographie

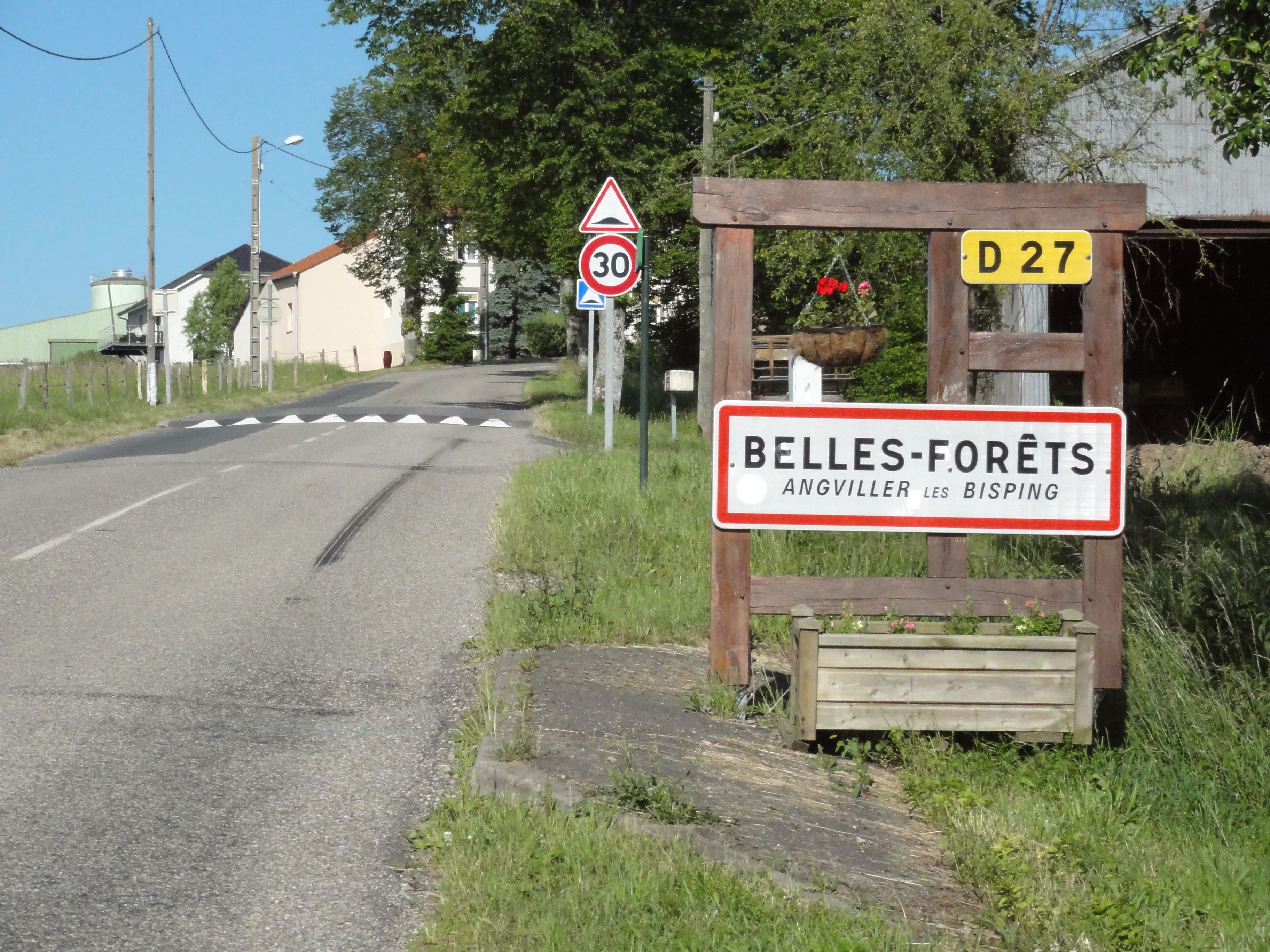
Entrée du village.

## Toponymie
- Hiohannivillare (775), Angwilre (1295)[1], Angwiller (1476)[1], Angweiller (1594)[1], Anguiller (Cassini)[1], Augviller (1793)[2], Angwiller (1801)[2].
- En francique lorrain : Angwiller, en lorrain roman : Anwoui/Anwî, en allemand : Angweiler (1871-1918).

Angviller-les-Bisping et Bisping résulteraient de la réunion du nom d’un religieux (Bischof ou évêque en allemand pour « Bisping » et « Johann » pour « Angviler-les-Bisping ») et d’un suffixe. Angviller-les-Bisping apparaît pour la première fois dans les écrits en l’an 775 sous l’appellation Hiohannivillare in pago Salinensi tandis que Bisping n’est mentionnée qu’au milieu du XIIe siècle. Le h caractéristique de la graphie Hiohannivillare disparaît au profit de la forme Angwilre qui intervient en 1275. À la même époque Bisping devient Bispenges. Le vocable restera le même jusqu’en 1869, date à laquelle on reviendra au toponyme originel de Bisping. L’année suivante, les deux communes seront annexées et contraintes d’adopter sous l’influence prussienne les noms de Angweiler et Bispingen. Elles retrouveront toutes deux leur appellation française au XXe siècle. Ce n’est que bien plus tard, en 1973, que les deux localités fusionneront sous la dénomination de Belles-Forêts. Un troisième village Desseling qui faisait partie de cette association, a repris son autonomie en 1985.

## Histoire
Le fief d'Angviller relevait de la châtellenie de Dieuze (Bailliage d'Allemagne).
Le 9 septembre 1973, la commune d'Angviller-lès-Bisping est rattachée sous le régime de la fusion-association à celle de Bisping qui devient Belles-Forêts.

## Administration
| Période                                  | Période | Identité         | Étiquette | Qualité |
| ---------------------------------------- | ------- | ---------------- | --------- | ------- |
| mars 1983                                | 1995    | Maurice boucher  |           |         |
| mars 1995                                | 2008    | Marcel Kubler    |           |         |
| mars 2008                                |         | Maurice Jonnette |           |         |
| Les données manquantes sont à compléter. |         |                  |           |         |

## Démographie
| 1793 | 1800 | 1806 | 1821 | 1831 | 1836 | 1841 | 1846 | 1851 |
| ---- | ---- | ---- | ---- | ---- | ---- | ---- | ---- | ---- |
| 212  | 199  | 220  | 255  | 241  | 253  | 245  | 260  | 260  |

| 1856 | 1861 | 1872 | 1876 | 1881 | 1886 | 1891 | 1896 | 1901 |
| ---- | ---- | ---- | ---- | ---- | ---- | ---- | ---- | ---- |
| 212  | 228  | 252  | 219  | 201  | 211  | 182  | 162  | 149  |

| 1906 | 1911 | 1921 | 1926 | 1936 | 1946 | 1954 | 1962 | 1968 |
| ---- | ---- | ---- | ---- | ---- | ---- | ---- | ---- | ---- |
| 152  | 159  | 123  | 106  | 112  | 88   | 83   | 67   | 65   |

## Culture locale et patrimoine

### Lieux et monuments
- Église Notre-Dame du XIXe siècle ; trois autels du XVIIIe siècle

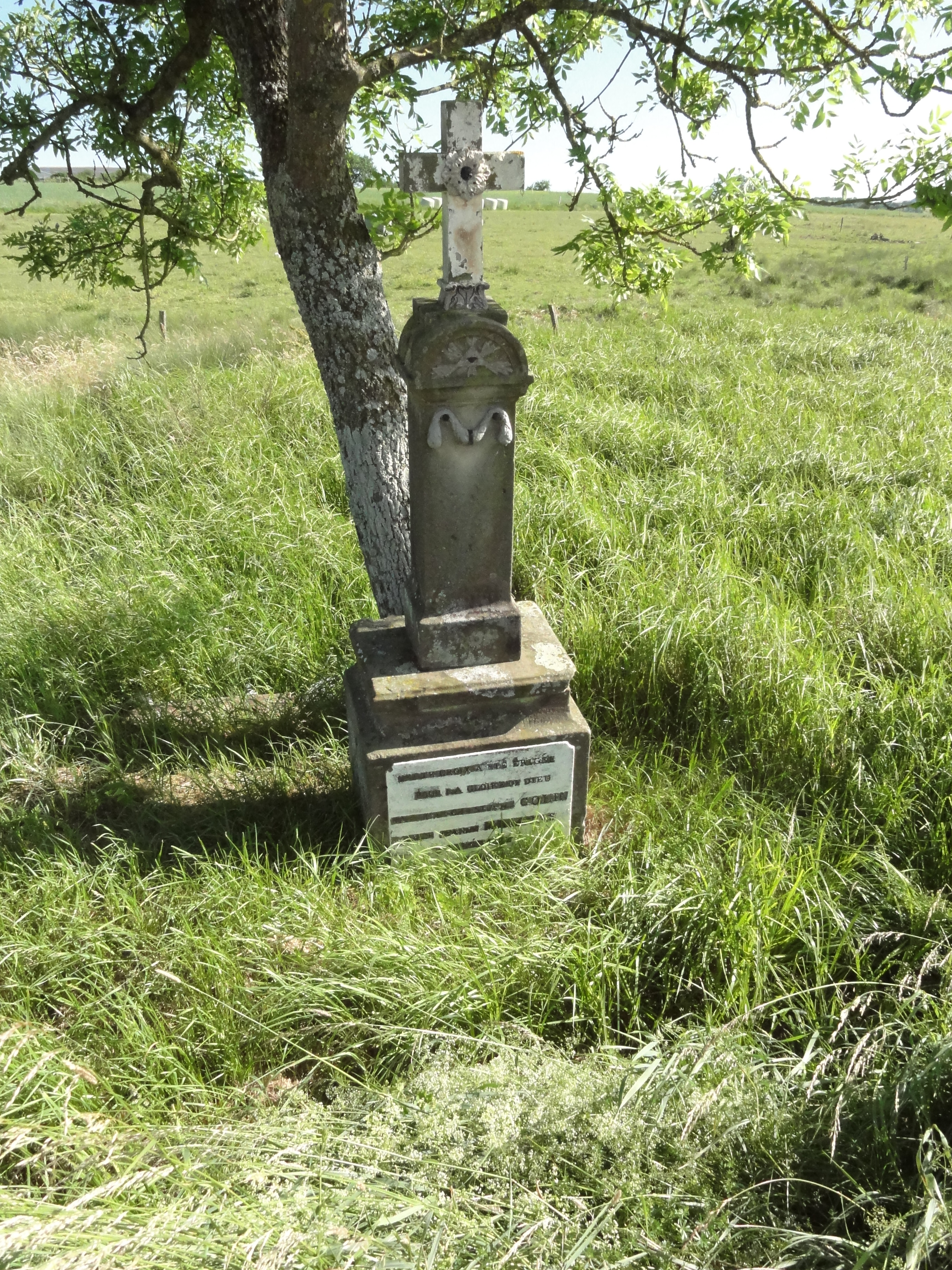
Croix de chemin.
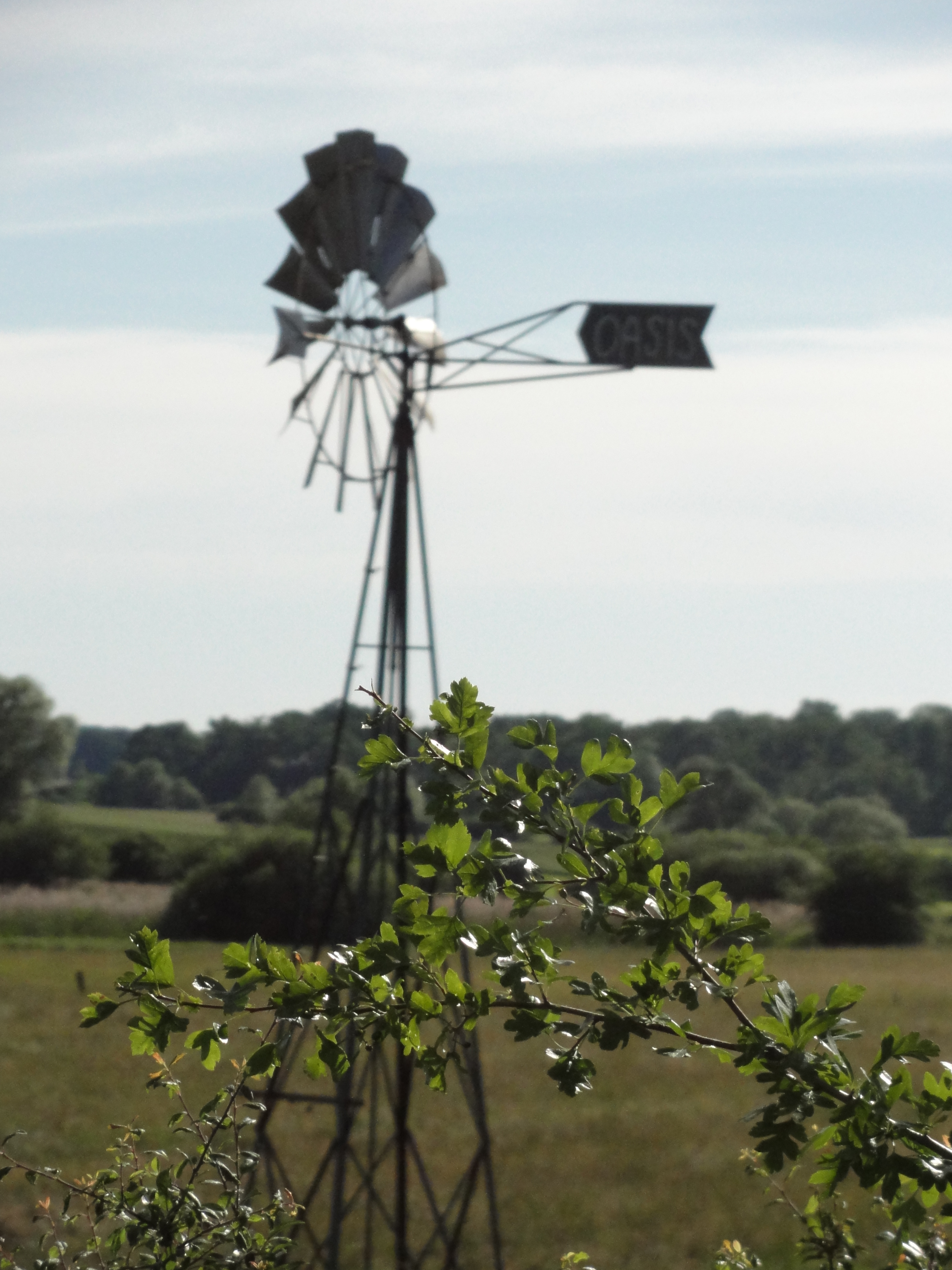
Éolienne.

### Héraldique
| Blason de Angviller-lès-Bisping | Blason  | De gueules à trois bandes courbées d'argent, à la crosse d'or brochant en barre. |
| Blason de Angviller-lès-Bisping | Détails | Le statut officiel du blason reste à déterminer.                                 |